# Starosindarščina
Starosindarščina (izvirno angleško Old Sindarin) je umetni jezik angleškega pisatelja in jezikoslovca Johna Ronalda Reuela Tolkiena. Tolkien si pisav ni samo izmislil, temveč je za vsako od njih razvil tudi etimološko podlago; starosindarščina tako predstavlja sindarščino v svoji začetni fazi.